# Leopold König
Leopold König, né le 15 novembre 1987 à Moravská Třebová, est un coureur cycliste tchèque. Champion de République tchèque du contre la montre en 2016, il a également remporté une étape du Tour d'Espagne 2013 et terminé dans les dix premiers des trois grands tours entre 2013 et 2015.

## Biographie
Leopold König participe en 2004 aux championnats du monde sur route junior à Vérone en Italie. Il s'y classe 36e de la course en ligne, remportée par son coéquipier de l'équipe de République tchèque Roman Kreuziger.
Il devient coureur professionnel en 2006 dans l'équipe PSK Whirlpool, dont il reste membre jusqu'en 2010. Il participe aux championnats du monde de 2006 à Salzbourg, en Autriche, cette fois avec l'équipe nationale des moins de 23 ans. Il prend la 39e place de la course en ligne de cette catégorie. Il y prend part à nouveau en 2009 à Mendrisio en Suisse, et se classe 38e. En 2010, il remporte le Tour de Haute-Autriche et le Czech Cycling Tour, et termine troisième du championnat de République tchèque du contre-la-montre. En fin de saison, il dispute la course en ligne des championnats du monde entre Melbourne et Geelong en Australie, dont il prend la 87e place.
En 2011, Leopold König est recruté par l'équipe continentale professionnelle allemande NetApp. Il signe un excellent résultat au montagneux Tour d'Autriche 2011 qui est classé 2.HC, où il termine sur la deuxième marche du podium derrière le gagnant Fredrik Kessiakoff (Astana).
En 2013, Leopold König participe à son premier grand tour, le Tour d'Espagne, sous les couleurs de la NetApp-Endura. Offensif à l'occasion de la deuxième étape, dont il prend la quatrième place, il remporte ensuite la huitième étape. En attaquant à quelques kilomètres du sommet, il rattrape et dépose Igor Antón dans les 50 derniers mètres et résiste au retour de Daniel Moreno. C'est sa première grande victoire au niveau World Tour. À Madrid, au terme de trois semaines de courses, König conclut le Tour d'Espagne à la neuvième place. Au tour de Californie, il remporte une superbe étape au sommet du Mont-Diablo.
La saison suivante, il participe pour la première fois au Tour de France. Chef de file de sa formation, il vise une place dans les quinze premiers du classement général. Il termine septième après avoir dépassé les Néerlandais Laurens ten Dam et Bauke Mollema lors du contre-la-montre entre Bergerac et Périgueux la veille de l'arrivée à Paris.
Il signe un contrat avec la formation britannique Sky alors qu'il était courtisé par plusieurs équipes World Tour.
Aligné au départ du Tour d'Espagne en 2016, il y gagne la première étape, un contre-la-montre par équipes, avec la formation Sky. Quelques semaines plus tard il fait le choix de quitter la Sky et signe un contrat de trois ans avec la formation allemande Bora-Hansgrohe.
Il y connaît deux années difficiles. Diminué par une blessure récurrente au genou, il ne dispute en 2017 que vingt jours de course, qu'il termine rarement. Faisant à nouveau face à des problèmes de santé, sa saison 2018 s'arrête dès le mois de mars. Il ne signe pas de nouveaux contrats à l'issue de la saison 2019.

## Style

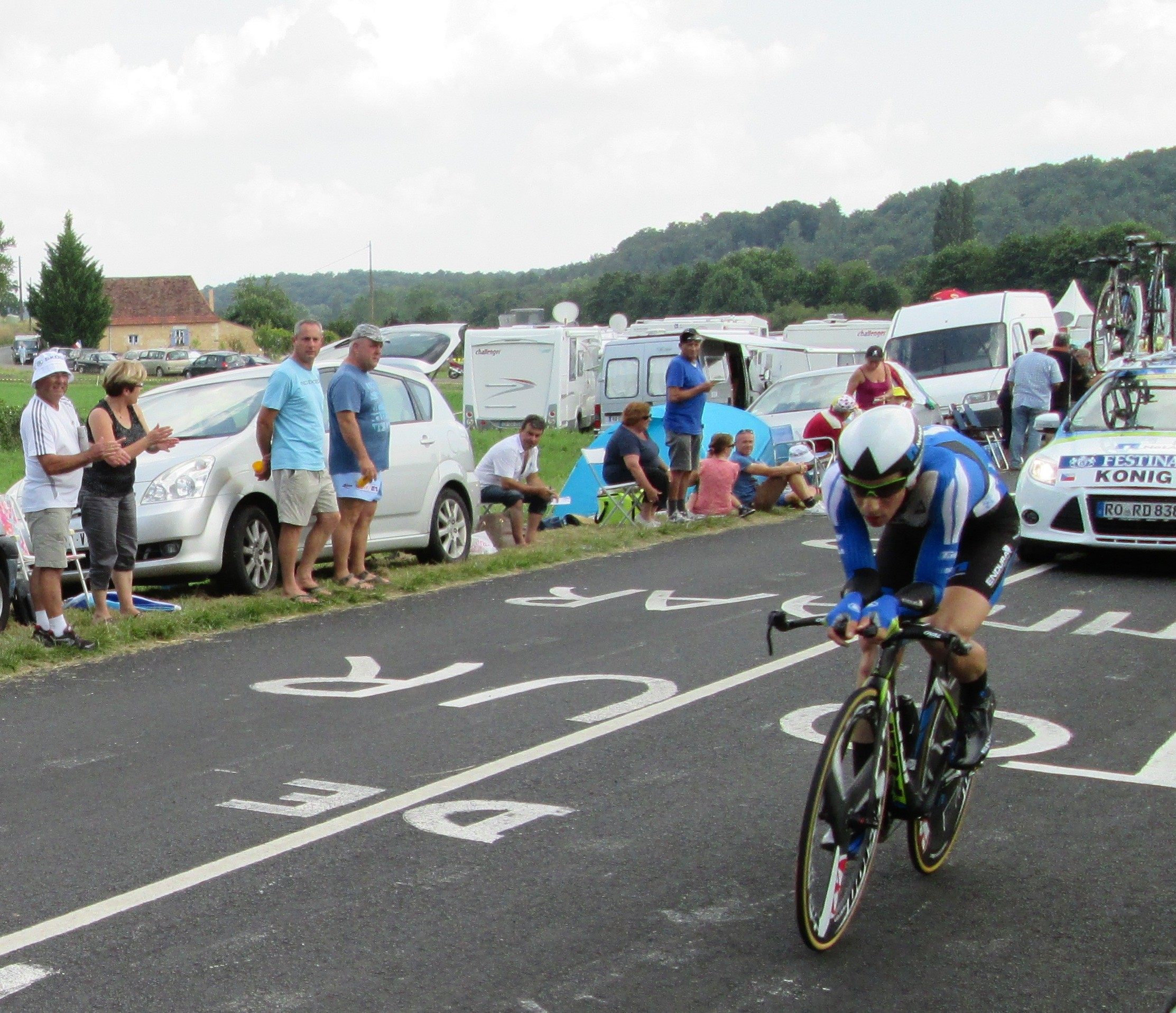
Leopold König lors du contre-la-montre du Tour de France 2014

König est classé comme un grimpeur. Il peut aussi tenir tête aux meilleurs en contre-la-montre. Son point fort est l'endurance, dans les cols, il se met en tête de son groupe et impose son propre rythme.

## Autres activités et après carrière
En 2017, il entre sur la scène politique en République tchèque et fait partie de l'équipe de 12 conseillers du candidat à la présidentielle tchèque Michal Horáček (en).
En mars 2020, il devient le nouveau directeur du Tour de République tchèque et de la Course de la Paix espoirs.

## Palmarès
- 2005
  - 5e étape de la Course de la Paix juniors
  - 2e du championnat de République tchèque sur route juniors
- 2006
  - 2e étape du Tour de Vysočina
  - 2e du Grand Prix Mesta Pribram
- 2007
  - Classement général du Tour de Vysočina
- 2010
  - Brno-Velká Bíteš-Brno
  - Tour de Haute-Autriche :
    - Classement général
    - 1re étape

  - Czech Cycling Tour :
    - Classement général
    - 1re étape

  - Prologue et 3e étape (contre-la-montre) du Tour de Vysočina
  - 3e étape du Tour de Bulgarie
  - 2e du Tour de Vysočina
  - 3e du championnat de République tchèque du contre-la-montre
  - 3e de Prague-Karlovy Vary-Prague
- 2011
  - 2e du championnat de République tchèque sur route
  - 2e du Tour d'Autriche
  - 3e du Tour de l'Ain
- 2012
  - 2eb étape de la Semaine internationale Coppi et Bartali (contre-la-montre par équipes)
  - 6e étape du Tour de Grande-Bretagne
  - 3e du Tour de l'Utah
- 2013
  - 7e étape du Tour de Californie
  - Czech Cycling Tour :
    - Classement général
    - 3e étape

  - 8e étape du Tour d'Espagne
  - 9e du Tour d'Espagne
- 2014
  - 7e du Tour de France
- 2015
  - 3e étape du Czech Cycling Tour
  - 2e du championnat de République tchèque sur route
  - 2e du championnat de République tchèque du contre-la-montre
  - 3e du Trofeo Serra de Tramontana
  - 3e du Tour du Trentin
  - 6e du Tour d'Italie
- 2016
  -  Champion de République tchèque du contre-la-montre
  - 1re étape du Tour d'Espagne (contre-la-montre par équipes)

## Résultats sur les grands tours

### Tour de France
2 participations
- 2014 : 7e
- 2015 : 70e

### Tour d'Italie
1 participation
- 2015 : 6e

### Tour d'Espagne
2 participations
- 2013 : 9e, vainqueur de la 8e étape
- 2016 : 29e, vainqueur de la 1re étape (contre-la-montre par équipes)

## Classements mondiaux
| Année                                 | 2006 | 2007  | 2008 | 2009 | 2010 | 2011 | 2012 | 2013 | 2014 | 2015 | 2016 | 2017  | 2018  |
| ------------------------------------- | ---- | ----- | ---- | ---- | ---- | ---- | ---- | ---- | ---- | ---- | ---- | ----- | ----- |
| UCI World Tour                        |      |       |      |      |      |      |      |      |      | 60e  | 158e | 402e  | nc    |
| Classement mondial                    |      |       |      |      |      |      |      |      |      |      | 299e | 2360e | 2539e |
| UCI Europe Tour                       | 968e | 1187e | nc   | 915e | 106e | 66e  | 256e | 187e | 292e |      | 385e | nc    | nc    |
| UCI America Tour                      | nc   | nc    | nc   | nc   | nc   | nc   | 45e  | 96e  | nc   |      | 129e | nc    | nc    |
|                                       |      |       |      |      |      |      |      |      |      |      |      |       |       |
| Légende : nc = non classéSource : UCI |      |       |      |      |      |      |      |      |      |      |      |       |       |